# Distortiphaedusa
Distortiphaedusa is een geslacht van weekdieren uit de  familie van de Clausiliidae.

## Soort
De volgende soort is bij het geslacht ingedeeld:
- Distortiphaedusa imprimata Grego & Szekeres, 2011